# Siglo XXV a. C.
El siglo XXV antes de Cristo empezó el 1 de enero de 2500 a. C. y terminó el 31 de diciembre de 2401 a. C.

## Acontecimientos

### Decenio 2500-2491 a.C.
- 2500 a. C.: 
  - Aparecen vehículos de ruedas en el valle del Indo y en Asia Central.[1]
  - De esta época es el templo babilónico en el que se encontraron miles de tablillas con composiciones literarias en escritura cuneiforme; está consdierado la primera "biblioteca" del mundo.[1]
  - El alquitrán se usa en la construcción para pegar ladrillos y aislar la humedad.[1]
  - En China, Huang Di funda la legendaria línea de los líderes Sanhuangwudi. Entre 2550 y 2905 a. C. se desarrolla el Período de los cinco emperadores.
  - En Mesopotamia se inventa el vidrio, que inicialmente se usó para fabricar cuentas de collar. Su uso se extendió de modo casi simultáneo a Egipto.[1]
  - En Mohenjo-Daro, en el valle del Indo, se encuentran complejos sistemas de alcantarillado; muchas casas tenían baño, desagüe y letrina.[1]
  - En Stonehenge (Inglaterra) comienza la construcción de los túmulos funerarios (círculos de piedra). Continuará durante los próximos cinco siglos.
  - Estandarte de Ur, estela que representa un hito en el arte de esta ciudad, gracias a sus escenas de batalla y celebración, talladas en concha e incrustadas en un fondo de lapislázuli.[1]
  - La cultura de Kotosh-Mito, situadas en las tierras altas del norte de Perú, se caracteriza por sus pequeños templos.[1]
  - Los guerreso de Ur, Mesopotamia, ya usaban cascos para proteger la cabeza. Se empiezan a desarrollar los medios de protección metálica.[1]
- 2500-2300 a. C.: Desarrollo de la metalurgia del bronce en el centro y sureste de Europa.[1]
- 2500-2401 a. C.: Península ibérica: primera metalurgia del cobre. Calcolítico en el sudeste de la península. Cultura de Los Millares.[2]

### Decenio 2470-2461 a.C.
- 2470 a. C.: Se talla la Triada de Micerinos, grupo escultórico que representa al faraón flanqueado por dos diosas.[1]

### Decenios 2460-2401 a.C.
- 2450 a. C.: Campañas militares de Eannatum.
- Aparición de los púnicos o fenicios, que se habían establecido en la costa de Siria y el Líbano, procedentes de Arabia, en el IV milenio a. C.
- El pueblo asirio se asienta en la Alta Mesopotamia (norte de la Mesopotamia y establece un reino cuyas principales ciudades fueron Assur (ciudad capital durante el Reino Antiguo) y Nínive (capital durante el Reino Nuevo o Imperio asirio).
- Comienzo del Período Preclásico en Mesoamérica a partir del surgimiento de la cerámica. Este hecho, pone fin a la Prehistoria en Mesoamérica.
- En Pakistán se desarrolla la civilización del Valle del Indo.
- En Sumeria, cuyo centro es la ciudad de Uruk, se desarrolla una rica y compleja civilización, la cultura Uruk. A sus funcionarios y sacerdotes se les atribuye el nacimiento de la escritura fonética cuneiforme (una de las más antiguas), que pronto sería adoptada por otros pueblos.
- en el Perú, domesticación del algodón Gossypium barbadense, atestiguado en el yacimiento arqueológico de Huaca Prieta.
- Invención de la cerámica en Mesoamérica, cuya evidencia es la cerámica Pox de Puerto Marqués (México).

### Fecha sin identificar
en algún punto después del año 2500 a.c.
- En Sumeria, asciende al trono Kubaba, históricamente catalogada como la primera mujer soberana reinante en pleno derecho, se le estableció un reinado de un siglo entre los años 2500 a.c. y 2330 a.c.

## Invenciones, descubrimientos e introducciones
- Mesoamérica: Creación de la primera pieza de cerámica conocida en la historia de Mesoamérica. Con este hecho, finaliza la Prehistoria y comienza el Período Preclásico en dicha región.